# Part prolongat
El part prolongat és l'alentiment de la progressió del part quan aquest s'ha iniciat. El part prolongat sol durar més de 20 hores per a les primípares (dones que pareixen per primera vegada) i més de 14 hores per a les multípares (dones que ja han tingut fills). El fracàs del progrés pot tenir lloc durant dues fases diferents; la fase latent i la fase activa del part. La fase latent del part pot ser fatigant emocionalment i causar fatiga, però normalment no comporta problemes addicionals. La fase activa del part, en canvi, si es perllonga, pot provocar complicacions a llarg termini.
És important que es controlin els signes vitals de la mare i del fetus, de manera que es poden prendre mesures preventives si el part esdevé prolongat. Les dones que pateixen un part prolongat haurien d'estar sota la supervisió d'un servei obstètric equipat quirúrgicament. El part prolongat es determina en funció de la informació que es recull sobre la força i el temps entre les contraccions. Els equips mèdics fan un seguiment d'aquestes dades mitjançant la col·locació d'un catèter de pressió intrauterí (IUPC) i la cardiotocografia (CTG). L'IUPC és una catèter que s'insereix a l'úter amb un monitor que detecta quan arriben les contraccions i quina intensitat tenen. La CTG s'utilitza per rastrejar la freqüència cardíaca fetal. Si qualsevol dels dispositius indica que els signes vitals estan apagats i comença el part prolongat, és important que l'equip mèdic comenci a discutir el tractament i les opcions alternatives per al part.
El part prolongat pot ser degut a diversos problemes diferents: malformació fetal, problemes amb les contraccions uterines, distòcia per estenosi del canal del part, malpresentació o desproporció cefalopèlvica. La causa del part prolongat determinarà la intervenció mèdica que ha de tenir lloc. Els professionals mèdics poden adoptar mesures preventives o recórrer a mètodes quirúrgics per treure el fetus. Si no es tracta correctament ni es tracta immediatament, tant la mare com el fetus poden patir diverses complicacions a llarg termini, la més greu de les quals és la mort. No hi ha una "solució ràpida" per al part prolongat, però hi ha mesures preventives que es poden prendre, com ara infusions d'oxitocina quan les ontraccions son febles o irregulars. Per tal que progressi el part, els metges sovint intervenen i realitzen un part vaginal assistit mitjançant l'ús de fòrceps, o d'una ventosa o realitzen una cesària.